# Країна можливостей (фільм)
Країна можливостей — документальний фільм, якого випустили у 2011 році режисер Luisa Dantas. Фільм бере початок в Новому Орлеані, штат Луїзіана і відстежує вісім головних героїв та їхні дії після урагану Катріна.

## Резюме
Фільм монтувався протягом семи років, було зібрано 1,000 годин відео і багато фото. Країна можливостей показує життя в перші роки після катастрофи у Новому Орлеані очима найбільш постраждалих людей. Від міського інженера до іммігранта, від активіста до прагматика, головні дійові особи є абсолютно різні, у них не має схожостей. В їх історії є парадигма, яка має універсальне застосування: прості люди в містах і населених пунктах по всьому світу борються з надзвичайними обставинами набагато більшими, ніж вони самі.

## Цікаві факти
Фільм був показаний на IFP(Independant Film Week) в 2007 і 2009 роках, де був номінований на кілька нагород під егідою фонду (Fledgling Fund). У серпні 2010 року канал Arte транслювало європейську версію художнього фільму у Франції та Німеччині.
Прем'єра Країни можливостей  відбулась на All True / É Tudo Verdade — це міжнародний кінофестиваль документального кіно в Ріо-де-Жанейро навесні 2011 року. Дві додаткові екранізації були на міжнародному кінофестивалі в Роксбері і на Vineyard African American Film Festival.
Обговорення фільму з'явилися в Scene Magazine, Indiewire, GRITtv, Louisiana кіно і відео касети, BBC Brasil, серед інших.
Режисер Спайк Лі сказав про фільм: "Земля можливостей є важливою частиною історії Нового Орлеана. Через п'ять років після створення, фільм показує звичайним людям, що вони повинні важко працювати, щоб відновити своє місто і своє життя."